# Аладжаджян, Степан Егиаевич
Степан Егиаевич Аладжаджян (арм. Ստեփան Եղիայի Ալաջաջյան; 3 января 1924, Халеб, Французский мандат — 23 декабря 2010, Лос-Анджелес, США) — советский и армянский писатель сирийского происхождения. Заслуженный деятель культуры Армянской ССР (1970).

## Биография
Родился Степан Егиаевич Аладжаджян 3 января 1924 года в Халебе в семье рабочего.
Литературную деятельность начал в 1939 году. В 1946 году переехал в СССР.
В 1951 году окончил филологический факультет Ереванского университета.
В 1959—1991 годах был членом Коммунистической партии Советского Союза.
Выступил автором ряда сборников стихов и повестей.
В 1970 году было присвоено звание «Заслуженный деятель культуры Армянской ССР».
В 1992 году уехал в США. Ушёл из жизни 23 декабря 2010 года в возрасте 86 лет в Лос-Анджелесе.

## Творчество

### Повести
- Ալաջաջյան Ս. Վշտի Ծախիկներ :  [арм.]. — Халеба, 1942.
- Ալաջաջյան Ս. Անապատում :  [арм.]. — Ереван, 1953.
- Ալաջաջյան Ս. Պարտություն :  [арм.]. — Ереван, 1957.
- Ալաջաջյան Ս. Փյունիկ :  [арм.]. — Ереван, 1960.
- Ալաջաջյան Ս. Եղեգները չխոնարհվեցին :  [арм.]. — Ереван, 1966. — Кн. 1.
- Ալաջաջյան Ս. Եղեգները չխոնարհվեցին :  [арм.]. — Ереван, 1967. — Кн. 2.

### Фильмография
Написал сценарии к фильмам: «Пощёчина» (1980, реж. Генрих Малян), «Белые грёзы» (1985, реж. Сергей Исраелян).

## Награды
- 1970 — Заслуженный деятель культуры Армянской ССР